# Cheiracanthium filiapophysium
Cheiracanthium filiapophysium es una especie de araña del género Cheiracanthium, familia Cheiracanthiidae, suborden Araneomorphae. Fue descrita científicamente por Chen & Huang en 2012.

## Distribución
Se distribuye por China.